# Овсюківська сільська рада
Овсюківська сільська рада — колишній орган місцевого самоврядування у Гребінківському районі Полтавської області з центром у селі Овсюки.

## Населені пункти
Сільраді були підпорядковані населені пункти:
- c. Овсюки
- с. Покровщина